# Кешавсут
Кешавсут (*केशवसुत, 15 березня 1866 —7 листопада 1905) — маратхський поет часів Британської Індії.

## Життєпис
Народився у невеличкому містечку поблизу Ратнагірі. Справжнє ім'я Крішна Кешав Дамле. Навчався у містах Барода, Вардха, Наґпур. У 1884 році поступив до Нової Англійської школи, де вивчав санскрит та англійську мову. У 1889 році зміг отримати ступінь бакалавра. Втім зміг влаштуватися лише на низькооплачувану роботу. Вів спокійне життя, безпосередньо не втручаючись у соціальні рухи та політичні події. Помер у 1905 році від чуми під час її III пандемії у Махараштрі.

## Творчість
У доробку Кешавсута 132 поеми. Твори «Новий боєць», «Бойовий горн», «Гімн прапора» стали програмними заявами автора. У них виражена жага змін, спротив безглуздим забобонам і неправим законам. Він заново створював поетичні ідіоми, символи й образи.